# Timothée Colani
Pour les articles homonymes, voir Colani.
Timothée Colani, né le 25 janvier 1824 à Lemé et mort le 3 septembre 1888 à Grindelwald, est un prédicateur, écrivain et professeur de théologie protestante français.
Colani est l'un des créateurs et le directeur de la Revue de théologie et de philosophie chrétienne, dans laquelle publiait le groupe de théologiens libéraux de l’« École de Strasbourg ». Il est le père de l'archéologue Madeleine Colani.

## Biographie
Fils d’Antoine Colani, originaire des Grisons, et de Louise Née, elle-même fille de Jean-Baptiste Née, pasteur venu étudier la théologie au séminaire de Lausanne de 1777 à 1780, consacré dans cette ville en 1780, et de Louise-Marie Porta, issue d'une famille de Lausanne, Timothée Colani est né à Lemé, dans l'Aisne. Antoine Colani fait ses études au séminaire de Lausanne et est consacré dans cette ville en 1811, puis il est pasteur de 1812 à 1844,. Il grandit dans un milieu familial influencé par le Réveil piétiste. Timothée est le premier garçon des Colani, qui avaient déjà sept filles, et ses parents le vouent très tôt au ministère pastoral.
Il effectue une partie de ses études secondaires chez les Frères moraves à Kornthal, dans le Wurtemberg. Ensuite, il se rend à Strasbourg en 1840, où il étudie la théologie au Séminaire protestant. Sous l'influence de son professeur Édouard Reuss, il se tourne progressivement vers une théologie historico-critique et délaisse les systèmes habituels du rationalisme et de l'orthodoxie luthérienne. Bachelier en théologie en 1845, puis licencié en 1847 (Essai sur l'idée de l'absolu), il soutient une thèse de doctorat, intitulée Jésus Christ et les croyances messianiques de son temps, dirigée par Édouard Reuss à Strasbourg en 1864.
À partir de 1856, il est pasteur auxiliaire aux églises Saint-Pierre-le-Vieux et Saint-Nicolas à Strasbourg, puis il devient officiellement pasteur de la paroisse française de Saint-Nicolas en 1862:526. Il est un prédicateur très apprécié, beaucoup de monde vient écouter ses prêches. Il souhaite exalter la grandeur du Christ et la valeur éternelle de la Bible. Pour cela, il prêche « ce que Jésus a prêché », ce qui le détache des mouvements protestants de l'époque, comme le piétisme:527. 
En 1861, il devient professeur de littérature française au Séminaire protestant. Trois ans plus tard, il est nommé professeur d'homilétique et de philosophie, non seulement au Séminaire, mais aussi à la Faculté de théologie, ce qui provoque de vives tensions dans le corps professoral, les milieux ecclésiastiques traditionalistes s'étant opposés à cette nomination:527. Le 29 octobre 1865, il épouse Josèphe Marie Vincent Pepita Gauthey, fille d’un Suisse et d'une Espagnole.
Colani opte pour la France et quitte Strasbourg après la guerre franco-prussienne de 1870 et l'annexion de l'Alsace-Moselle. Il se rend tout d'abord à Royan, où il s'engage dans une entreprise industrielle, mais celle-ci est un échec et il y perd sa fortune. Il suit alors le conseil de son ami Léon Gambetta et il s'installe à Paris, où il se lance dans le journalisme et la politique. 
Il meurt subitement lors d'un séjour de repos à Grindelwald le 3 septembre 1888, alors qu'il venait d'être nommé journaliste au Temps:527.

## Œuvres principales
La pensée de Colani se trouve essentiellement dans les articles qu'il a rédigés pour la Revue de théologie et de philosophie chrétienne. Un grand nombre de ses sermons ont été imprimés. 
- Exposé critique de la philosophie de la religion de Kant, Strasbourg, Berger-Levrault, 1845 - (thèse de baccalauréat).
- Essai sur l'idée de l'absolu, Strasbourg, 1847 - (thèse de licence).
- Jésus-Christ et les croyances messianiques de son temps, 1864 - (thèse de doctorat).
- Ma position dans l'église de la confession d'Augsbourg. Lettre à M. le pasteur Hosernann, Strasbourg, Treuttel, 1861.
- En Prusse il y a trente ans (1886-1888), études, notes, impressions de voyage, Paris, Libr. Fischbacher, 1920 - (articles parus dans 'Le Temps' et 'La République française' ; publié par Jeanne Colani)
- T. Colani, professeur à la Faculté de théologie de Strasbourg (1864-1870), Pasteur à Saint-Nicolas. Discours inédits, Strasbourg, Impr. alsacienne ; libr. Treuttel et Wurtz, 1926.